# ガドリン石
ガドリン石(Gadolinite)は、セリウム、ランタン、ネオジム、イットリウム、ベリリウム、鉄のケイ酸塩で構成されるケイ酸塩鉱物であり、組成は(Ce,La,Nd,Y)2FeBe2Si2O10である。組成によって、セリウムが多ければ-(Ce)、イットリウムが多ければ-(Y)、ネオジムが多ければ-(Nd)を付けて呼ばれ、2023年現在ではこの3種が承認されている（日本語では、「ガドリン石」の頭に卓越する元素名を付ける）。35.48%のイットリウム族希土類元素、2.7%のセリウム族希土類元素、最大11.6%の酸化ベリリウム、痕跡量のトリウムを含む。スウェーデン、ノルウェー、アメリカ合衆国（テキサス州とコロラド州）で見られる。
現在、ケイ酸塩、リン酸塩、ヒ酸塩を含む近縁の鉱物がガドリン石スーパーグループとしてまとめられており、ダトー石、セリウムヒンガン石など非承認のものを含めて16種が含まれる。

## 特徴
ガドリン石は極めて珍しい鉱物で、通常整った結晶として産出する。ほぼ黒色で、ガラス質の光沢を持つ。ただし、含まれる放射性元素の影響によりメタミクト化することもある。モース硬度は6.5-7、比重は4.0-4.7の間である。断口は貝殻状、条痕は灰緑色である。比較的低温で発光する。

## 発見と命名
1792年にこの鉱物からイットリウムの酸化物（イットリア）を初めて単離したフィンランドの鉱物学者ヨハン・ガドリンに因んで1800年に命名された。希土類元素のガドリニウムも同じ人物の名前が由来であるが、ガドリン石は痕跡量程度しかガドリニウムを含まない。ガドリンがこの鉱物を分析した時、彼は2つ目の元素を発見する機会を逃した。彼がアルミニウムだと考えていたものは実際には、公式には1798年まで発見されないベリリウムであった。

## 利用
ガドリン石とユークセン石はかなり豊富に存在し、将来のイットリウム族希土類元素源になり得ると考えられている。現在ではこれらの元素はモナズ石から精製されている。